# Pallastica
Pallastica is een geslacht van vlinders van de familie spinners (Lasiocampidae).

## Soorten
- P. hararia Zolotuhin & Gurkovich, 2009
- P. kakamegata Zolotuhin & Gurkovich, 2009
- P. lateritia (Hering, 1928)
- P. litlura Zolotuhin & Gurukovich, 2009
- P. lucifer Zolotuhin & Gurkovich, 2009
- P. meloui (Riel, 1909)
- P. mesoleuca (Strand, 1911)
- P. pallens (Bethune-Baker, 1908)
- P. pyrsocoma (Tams, 1936)
- P. pyrsocorsa (Tams, 1936)
- P. redissa Zolotuhin & Gurkovich, 2009
- P. rubinia Zolotuhin & Gurkovich, 2009
- P. sanricia Zolotuhin & Gurkovich, 2009
- P. sericeofasciata (Aurivillius, 1921)